# Anisocoria
La anisocoria es un  una asimetría del tamaño de las pupilas, debido a un diferente estado de dilatación de dicha estructura, sea por una miosis (contracción pupilar) o una midriasis (dilatación pupilar) anormal y unilateral.

## Etimología
Anisocoria se compone de prefijo, raíz y sufijo:
- Prefijo: «aniso-» de la lengua griega (que significa desigualdad), que a su vez se compone de «an-» e «iso-»: no igual.
- Raíz: «cor», de la palabra griega «kore», es decir, la pupila del ojo.
- Sufijo: «-ia», sufijo latino: enfermedad; estado patológico o anormal.

Así que, en resumen, «anisocoria» significa la condición de pupila desigual.

## Causas
Dado que esta condición es un signo y no una enfermedad en sí misma, se pueden identificar múltiples patologías que determinan su aparición. Incluso en aproximadamente el 20 % de la población se considera «fisiológica» o normal, cuando no supera los 0,4 mm de diferencia de diámetro pupilar, y no se asocia a otras manifestaciones.
Cuando aparece desde la infancia sin ningún síntoma asociado se puede suponer que es un proceso hereditario, sobre todo si hay otro miembro de la familia afectado.
Por otra parte, las patologías causales de anisocoria pueden agruparse en forma general en:
1. Vasculares: Accidentes vasculares encefálicos, aneurismas cerebrales.
2. Tumorales: Cerebrales, síndrome de Claude Bernard-Horner producido por tumores torácicos
3. Infecciosas: Meningitis, encefalitis, abscesos cerebrales.
4. Medicamentos oftalmológicos: Atropina, otros.
5. Otras: Glaucoma.
Los antecedentes, la historia clínica y el examen físico aportan datos que puedan orientar a una u otra patología causal. 
Por ejemplo, la aparición brusca de anisocoria después de un traumatismo encefálico, orienta a una posible causa hemorrágica; en cambio, un cuadro de aparición paulatina, con antecedente de cefalea, visión doble, vómitos explosivos, orienta más a una patología tumoral. 
Si aparece con fiebre y cefalea, además de rigidez de nuca, se puede pensar en meningitis. 
Si la aparición es súbita, con intenso dolor ocular o cefalea, y pérdida de la visión en un ojo, se debe pensar en glaucoma.

## Tratamiento
Depende de la causa subyacente, siempre se debe consultar a un profesional. Pero la causa más frecuente es la lesión focal.